# Rock alternativo
Il rock alternativo, a cui ci si riferisce spesso con i termini inglesi alternative rock, alt rock o semplicemente alternative, è una categoria della musica rock emerso negli anni settanta dalla musica indipendente underground, ma divenuto molto popolare negli anni novanta. Originariamente il significato del termine era più ampio, riferendosi a musicisti influenzati dallo stile o dall'etica indipendente e del DIY tipica del punk rock della fine degli anni '70.
Storicamente, il rock alternativo variava in termini di suono, contesto sociale e radici regionali. Nel corso degli anni '80, riviste e fanzine, trasmissioni radiofoniche del college e passaparola avevano aumentato l'importanza e messo in evidenza la diversità degli stili (e delle scene musicali) del rock alternativo, come il noise pop, l'indie rock, il grunge e lo shoegaze. Nel settembre 1988, Billboard ha introdotto "alternative" nel proprio sistema di creazione di grafici per riflettere l'ascesa del formato nelle stazioni radio degli Stati Uniti da parte di stazioni come KROQ-FM a Los Angeles e WDRE-FM a New York, che trasmettevano musica di diversi artisti rock underground, indipendenti e non commerciali.
Inizialmente gli stili del rock alternativo ottennero poca attenzione dalla cultura mainstream e solo alcune band, come i R.E.M. e Jane's Addiction, firmarono contratti con le major. La maggior parte delle band alternative, tuttavia, rimasero legate ad etichette indipendenti, ricevendo relativamente poca attenzione dalla radio, dalla televisione o dai giornali tradizionali. Con la svolta dei Nirvana e la popolarità dei movimenti grunge e Britpop negli anni '90, il rock alternativo è entrato nella cultura musicale dominante e molte band alternative ebbero un grande successo di pubblico. Se fino a questo periodo i termini "rock alternativo" e "indie rock" furono usati in modo intercambiabile, dopo gli anni '90 il termine "Rock alternativo" perse il suo significato originale di "controculturale", iniziando a far riferimento alla nuova forma di musica mainstream, spesso provenienti dal mondo indipendente ma legata comunque al mondo dell'industria discografica delle corporazioni.

## Il termine "alternative rock"
La musica oggi conosciuta come alternative rock inizialmente veniva chiamata sotto altri termini prima che la locuzione alternative entrasse nell'uso comune. Inizialmente, negli Stati Uniti si utilizzava il termine College per indicare la musica degli anni ottanta che transitava attraverso i circuiti delle radio, appunto, dei college. Nel Regno Unito era, ed è tuttora utilizzata, l'etichetta indie. Dal 1985 il termine indie venne a significare un genere particolare, o un gruppo di diversi sottogeneri, piuttosto che una semplice delimitazione del genere. Indie rock era, negli Stati Uniti, in gran parte, anche il sinonimo dell'alternative rock, fino al successo commerciale del genere all'inizio degli anni novanta, dovuto per la maggior parte dalle band che appartengono alle etichette indipendenti.
Intorno al 1990 il genere venne chiamato, rock alternativo. Il termine, alternativo, era nato in un periodo intorno alla metà degli anni ottanta. Era un'estensione delle frasi del tipo, nuova musica e musica post-moderna, sia per sua la freschezza, che della relativa tendenza a riproporre i suoni del passato, comunemente usati dall'industria musicale del periodo. Individui che hanno lavorato come disc jockey e promotori durante gli anni ottanta, sostengono che il termine provenga da una radio americana a modulazione di frequenza, FM, degli anni settanta, una delle 40 radio più famose progressive-alternative, che proponeva le canzoni più lunghe e dava al DJ più libertà nella selezione dei brani. Un ex DJ e promotore disse, "in qualche modo, questo termine, alternative, è stato riscoperto dalla gente delle radio dei college universitari durante gli anni ottanta, che lo hanno applicato al nuovo post-punk, indie, o alla musica underground."
L'utilizzo originale del termine, era spesso talmente vasto, tanto che è venuto ad includere anche il punk rock, la new wave, la no wave, il post-punk e perfino la musica pop, e occasionalmente, insieme al college/indie rock, tutta la musica trasmessa nelle stazioni radio alternative/commerciali americane come la KROQ-FM di Los Angeles. L'utilizzo del termine alternative è stato di fatto sdoganato a livello popolare nel 1991, con l'introduzione della categoria di musica alternativa ai Grammy Awards e agli MTV Video Music Awards, così come il successo del Festival di Lollapalooza, dove Perry Farrell, frontman dei Jane's Addiction, ha coniato il termine, alternative nation . Definire se una musica è alternativa è difficile a causa dell'ambiguità del termine. Alternative può descrivere la musica che sfida la posizione sociale  "ferocemente anticonformista, anticommerciale, e anti-mainstream", ma il termine è anche utilizzato dall'industria musicale per indicare "le scelte disponibili ai consumatori attraverso i negozi di musica, le radio, la televisione e Internet".

## Descrizione

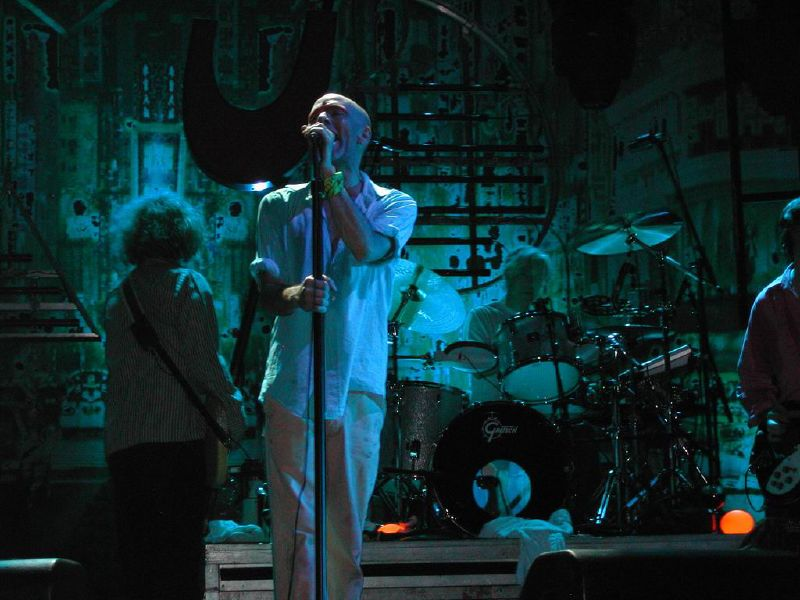
Una delle prime rock band alternative, i R.E.M., pubblicò i propri singoli attraverso le radio dei college americani, ma poi il loro successo sfociò nel mainstream.

Alternative rock è essenzialmente un termine generico della musica underground, emerso come movimento derivato dal punk rock dalla metà degli anni ottanta. Per la maggior parte della sua storia, il rock alternativo venne definito come rifiuto dello spirito commerciale e della cultura della corrente del mainstream. Le band alternative degli anni ottanta suonavano generalmente in piccoli club, registravano presso le etichette indipendenti e diffondevano la loro popolarità tramite il passaparola. Come tale, non esiste uno stile musicale specifico per l'alternative rock, anche se il New York Times nel 1989 ha asserito che il genere è musica caratterizzata "dalle chitarre in primo luogo, con chitarre dalle corde potenti che esplodono, che svelano riff orecchiabili, il ronzio nel fuzztone e gli strilli dei feedback". La varietà dei suoni dalle chitarre sporche del grunge, alle atmosfere tenebrose del gothic rock, al revivalismo del pop chitarristico, del Britpop e all'innocenza del twee pop. Di più, rispetto agli altri stili della musica rock, i gruppi alternative rock tendono a richiamare nei testi i soggetti dell'emarginazione sociale, quali l'abuso di droghe, la depressione e l'ambientalismo. L'avvicinamento a questi temi si sviluppò come riflessione degli sforzi sociali ed economici avvenuti negli Stati Uniti e nel Regno Unito degli nel corso degli anni ottanta e dell'inizio degli anni novanta.
Sebbene gli artisti alternativi degli anni ottanta non hanno realizzato vendite straordinarie, hanno contribuito comunque ad influenzare in modo considerevole i successivi musicisti alternativi, ponendo il fondamento per il loro successo. Il successo popolare e commerciale degli album del 1991 dei Nirvana, Nevermind e dei R.E.M. Out of Time, ha posto il rock alternativo nel mainstream, giungendo ad un successo e ad una definizione culturale fattibile. Di conseguenza, il rock alternativo divenne la forma più popolare della musica rock dell'ultimo decennio e molte band alternative guadagnarono successo critico e commerciale. Tuttavia, molti di questi artisti rifiutarono la popolarità, dato che era in conflitto con l'etica DIY. E così, molti gruppi-chiave del genere, si esposero o si ritirarono dalla fama, allontanando così il rock alternativo dal successo commerciale del mainstream.
Nei primi anni del XXI secolo, il rock commerciale si spostò moltissimo verso le radici alternative degli anni ottanta e all'ethos del lo-fi. Ai giorni nostri, gli artisti più famosi della musica rock orientati verso una musica più giovanile come i Linkin Park, hanno debiti sia con il metal che con il grunge, compresi le ritmiche elettroniche ed una sofisticata produzione. Molti fan dell'alternative rock non riconoscono queste band, nonostante i loro debiti al genere come tali, ma piuttosto come artisti nu metal. Nel 2004, il rock alternativo ha ricevuto di nuovo l'attenzione nel mainstream con la popolarità degli artisti indie rock e post-punk revival come i Modest Mouse e i Franz Ferdinand. I Muse ha esordito nel genere in quello stesso anno con Absolution.

## L'alternative rock negli Stati Uniti
Negli anni ottanta, l'alternative rock negli Stati Uniti era soprattutto di dominio delle stazioni di radio dei college universitari. La maggior parte di queste stazioni avevano di fatto ignorato l'esistenza del genere. Alla televisione, il canale televisivo statunitense, MTV mostrava nella tarda notte, occasionalmente e in ritardo, video alternativi. Nel 1986, la rete ha iniziato a rendere noto il programma di musica alternativa in terza serata, iniziativa che servì da presa importante per il genere, prima della relativa innovazione commerciale nell'ultimo decennio. Infine, verso la fine degli anni ottanta, le stazioni radiofoniche, quali la WFNX di Boston e la KROQ di Los Angeles, hanno iniziato a trasmettere l'alternative rock, aprendo la strada alle trasmissioni radio del rock moderno.

### Gli anni ottanta
Le prime band alternative come i R.E.M., i The Feelies e i Violent Femmes, combinavano influenze punk con musica folk commerciale. I R.E.M. furono i primi ad avere avuto subito successo. Il loro album di debutto del 1983, Murmur, entrò nella classifica dei quaranta album migliori del jangle pop. Una delle maggiori scene jangle pop dei primi anni ottanta, fu quella di Los Angeles, la scena musicale underground, la Paisley Underground, conosciuta come revival della musica anni sessanta, dove si iniziò ad inserire contenuti di psichedelia, ricche armonie vocali ed interazioni della chitarra del folk rock e del punk ed influenze della musica underground come nei Velvet Underground.
Le etichette indipendenti americane come la SST Records, la Twin/Tone Records, la Touch & Go Records, e la Dischord Records continuarono ad esistere oltre l'allontanamento dall'hardcore punk, il quale dominò la scena underground americana, per produrre in seguito l'emersione di diversi stili dell'alternative rock. Band di Minneapolis come la Hüsker Dü e The Replacements furono rappresentative di questo cambiamento. Entrambe erano partite come due gruppi punk rock, ma successivamente diversificarono il loro stile musicale, diventando più melodici, melodia che culminò con gli Hüsker Dü con Zen Arcade e i The Replacements con Let It Be, entrambi del 1984. Queste band vennero acclamate dalla critica ed attirarono attenzione sul nascituro genere. In quell'anno, la SST Records pubblicò anche album definiti come alternative , grazie ai Minutemen e ai Meat Puppets, gruppi che fondevano il punk con il funk e il country.

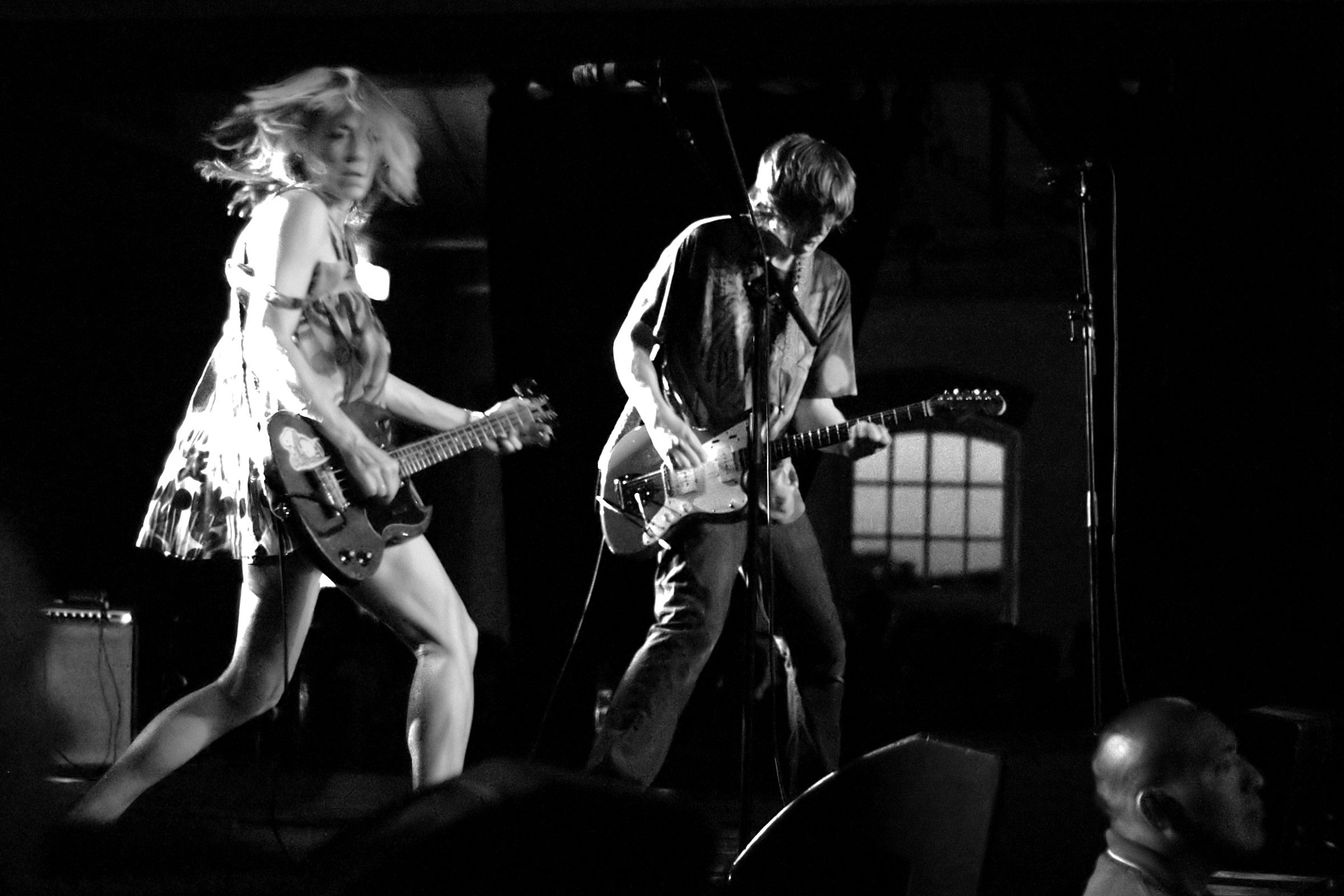
Kim Gordon e Thurston Moore dei Sonic Youth

I R.E.M. e gli Hüsker Dü si proposero come modello per gran parte della musica alternativa del decennio, anche nel modo in cui entrambi i gruppi affrontarono la loro evoluzione musicale. Nell'ultimo periodo degli anni ottanta, la scena underground statunitense e le radio dei college vennero dominate da band dei college come i Pixies, i They Might Be Giants, i Camper Van Beethoven, i Dinosaur Jr e i Throwing Muses, così come i loro superstiti britannici. Un'altra forza predominante fu quella del noise rock dei Sonic Youth, dei Big Black, dei Butthole Surfers, e di tanti altri. Ma con la fine del XIX secolo, un gran numero di band alternative iniziò a siglare contratti con le major. Mentre i primi artisti, come gli Hüsker Dü e i The Replacements, ebbero un discreto successo, artisti come i R.E.M. e gli Jane's Addiction, conquistarono dischi d'oro e di platino, segnando la seconda fase del rock alternativo. Alcune band come i Pixies ebbero un successo di massa all'estero, mentre nella nazione di provenienza erano quasi ignorati. Con l'inizio degli anni novanta, l'industria musicale era in fermento, con grandi possibilità commerciali, così, sollecitate dal rock alternativo, nacquero band alternative, tra cui i Dinosaur Jr, i fIREHOSE e i Nirvana.

### Il grunge e l'"Alternative Nation"
Il grunge era un sottogenere dell'alternative rock nato a Seattle, nella metà degli anni ottanta.  Era un genere che proponeva di base il suono ispido ed oscuro di chitarre, sintesi dell'heavy metal e del punk rock. Nei primi anni novanta, il genere aveva dato vita, nella musica commerciale, ad un ampio movimento. Il 1991 fu molto significativo per l'alternative rock, specialmente per il grunge, l'uscita del secondo album dei Nirvana, Nevermind; successivamente anche i Pearl Jam debuttarono con Ten; i Soundgarden con Badmotorfinger; e i Red Hot Chili Peppers con Blood Sugar Sex Magik. Il successo-sorpresa dei Nirvana con Nevermind annunciò ad una "nuova apertura all'alternative rock", aprendo le porte ad un genere fondamentale per tutte le band alternative.
Il successo dell'alternative rock venne sostenuto dal canale televisivo statunitense, MTV e dal festival musicale itinerante di Lollapalooza, al quale partecipavano diverse band del genere, rappresentava e rendeva popolari i gruppi alternativi come i Nine Inch Nails, gli Smashing Pumpkins e gli Hole. Verso la metà degli anni novanta, agli occhi del mass media e del pubblico in generale, l'alternative divenne sinonimo del genere grunge, teorizzarando una cultura alternativa commercializzata dal mainstream, come la commercializzazione della controcultura hippie avvenuta negli anni sessanta. Durante gli anni novanta, diversi artisti pop considerati poco alternativi, come Alanis Morisette e Hootie & the Blowfish, si erano strettamente legati alle major, nella speranza di capitalizzare la loro popolarità. Molti gruppi pop punk come i Green Day e gli Offspring vennero definiti anch'essi alternative. Alternative vennero definiti artisti afro-americani che non avevano in realtà nulla a che vedere con i generi dell'R&B, dell'hip-hop o del pop, perlopiù musicisti folk come Tracy Chapman e band heavy metal come i Living Colour, nonostante la loro musica non derivasse né dal punk né dal post-punk.
Negli stessi anni, gruppi post-grunge come i Third Eye Blind, i Goo Goo Dolls e i Matchbox Twenty presero parte dell'alternative rock e lo commercializzarono. Il New York Times dichiarò nel 1993: "L'alternative rock non è più considerato l'alternativo di una volta. Ogni major ha una sua band con le chitarre in mano, con ragazzetti dalle camicie strappate e dai jeans lisi, band con cattive posizioni ma ottimi riff che coltivano le indirette ed evasive sonorità, ma che nascondono quelle orecchiabili con il rumore e l'artigianato sonoro, dietro la noncuranza." Tuttavia, le band alternative che si erano esposte ad un successo commerciale e quelle rimaste ad un livello underground assunsero la denominazione di indie rock, e svilupparono correnti musicali come il lo-fi, un genere che ha proposto un ritorno alla filosofia della musica alternativa. Etichette come la Matador records, la Merge records e la Dischord, e gruppi indie rock come i Pavement, Liz Phair, i Fugazi e gli Sleater Kinney dominarono la scena americana indipendente per gran parte degli anni novanta.
La rilevanza nel mainstream nell'alternative rock declinò a causa di una serie di eventi come la morte del leader dei Nirvana, Kurt Cobain, avvenuta nel 1994 e che sancì lo scioglimento della band, e l'azione legale dei Pearl Jam contro il promotore dei concerti Ticketmaster che guadagnava in nero una percentuale sul prezzo dei biglietti (motivo per cui il gruppo annullò, in segno di protesta, il proprio tour estivo). Un declino significativo della popolarità dell'alternative rock fu anche la fine del festival di Lollapalooza in seguito ad un tentativo di trovare, nel 1998, un organizzatore. Alla luce dei problemi del festival di quegli anni, Spin disse: "Lollapalooza è in coma, così come lo è l'alternative rock al giorno d'oggi". Con l'inizio del XXI secolo, molte band alternative rock famose, come i The Smashing Pumpkins, i Soundgarden, gli Alice in Chains, i Rage Against the Machine e gli Hole avevano interrotto la loro carriera o erano in pausa. Nel frattempo l'indie rock si era diversificato; con le svariate sonorità di artisti come Modest Mouse, Enon, Blonde Redhead, dEUS, Bright Eyes e Death Cab for Cutie, il garage rock revival di White Stripes, degli Strokes e dei Blood Red Shoes e il post-punk revival degli Interpol, degli Les Savy Fav, dei Bloc Party e dei Killers, anche il rock alternativo riscosse un notevole successo commerciale. Il settimanale statunitense Entertainment Weekly, nel 2004, dichiarò: "Dopo quasi un decennio di dominazione del rap-rock e del nu-metal, l'alt rock è tornato" con il movimento New Weird America degli Animal Collective, degli Yeasayer, dei The Dodos e di Liam Finn.

## L'alternative rock nel Regno Unito
L'alternative rock britannico si distingue da quello americano in quanto più orientato verso il pop e verso una particolare enfasi su temi specifici delle problematiche britanniche. Come risulta, poche band alternative britanniche hanno ottenuto successo negli Stati Uniti. Dagli anni ottanta, il rock alternativo veniva discretamente trasmesso dalle radio del Regno Unito, in particolare da DJ come John Peel, che trasmetteva musica alternativa su BBC Radio 1, da Richard Skinner e da  Annie Nightingale. Artisti che in seguito sono divenuti culto negli Stati Uniti, ottennero un gran successo, sia attraverso le radio nazionali britanniche, che le riviste settimanali; come risultato diverse band alternative raggiunsero posizione di vertice anche nelle classifiche americane. Un'altra band britannica è quella dei Muse, che, attraverso la rivisitazione di diversi generi musicali e influenzati anche da molti artisti classici, hanno conquistato milioni di fan in tutto il mondo,

### Generi e tendenze degli anni ottanta

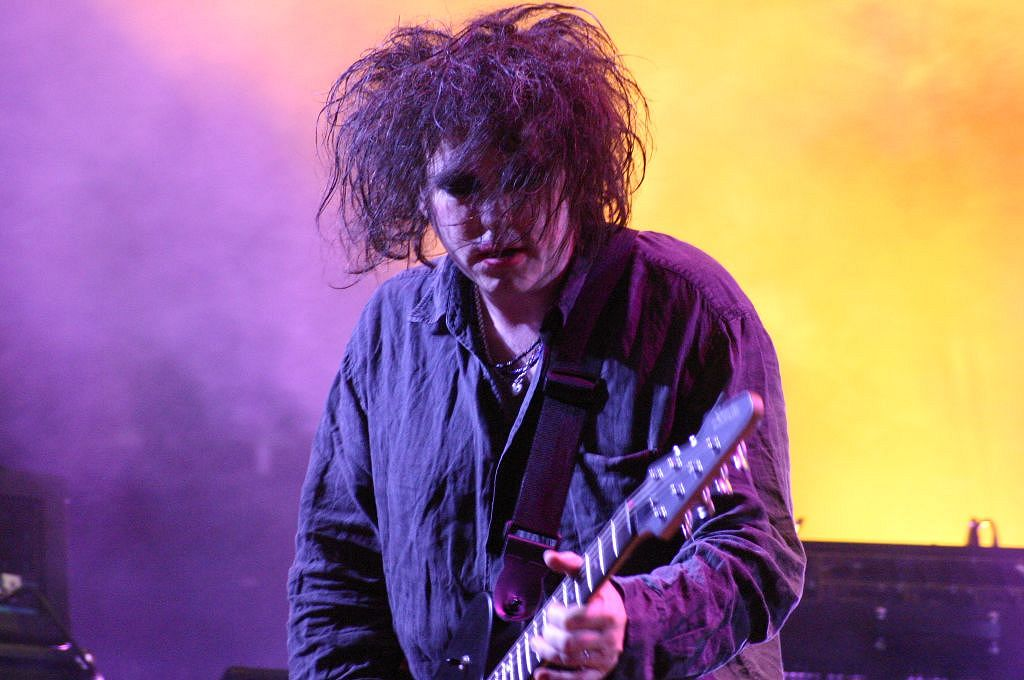
Robert Smith dei Cure rifiutò le etichette dei generi musicali come alternative, gothic e college rock, e affermò: "Tutte le volte che andiamo in America ci attribuiscono diversi generi musicali [...] Ma non mi ricordo quando noi divenimmo ufficialmente "Alt-rock".

Il gothic rock si sviluppò verso gli ultimi anni settanta dal post-punk britannico. Tra le prime band gothic che nacquero a quel tempo, vi sono i Bauhaus, i Siouxsie & the Banshees e i The Cure, classificati nei generi post-punk e gothic rock. Con la fama di un rock underground triste ed oscuro, il goth rock utilizza i sintetizzatori e chitarre basate su una sonorità che ridisegna il post-punk per costruire, presentimenti, dispiaceri, e spesso sonorità epiche, mentre i temi del genere sono spesso riferiti alla letteratura del romanticismo, alla morbosità, ai simboli religiosi e al misticismo soprannaturale. Il gothic rock iniziò a svilupparsi intorno ai primi anni ottanta, con l'apertura del nightclub, The Batcave, letteralmente, La caverna dei pipistrelli, e con l'emergere di una sottocultura gotica. Verso la metà degli anni ottanta, le band goth come i The Sisters of Mercy, i Mission e i Fields of the Nephilim, guadagnarono successo nelle classifiche britanniche. Intanto, i Siouxsie and the Banshees e i Cure lasciarono il genere gothic, cambiando stile e guadagnando, all'inizio degli anni novanta, successo e fama internazionale.
L'indie rock e l'indie pop britannico derivano dalla tradizione del post-punk di band scozzesi come gli Orange Juice e gli Aztec Camera, utilizzando jangly, chitarre distorte e testi intelligenti. La più importante ed influente band che emerse da quest'ondata, furono da Manchester, gli Smiths. La band riuscì ad avere molto successo influenzando le band successive che si legarono contrattualmente all'etichetta indipendente della Rough Trade Records. Il loro approccio con le chitarre, in un'era dove i sintetizzatori avevano il loro dominio, segnava, in Gran Bretagna, la fine della new wave; la band si fece molto spazio negli anche negli Stati Uniti. Dopo lo scioglimento dei The Smiths avvenuto nel 1987, il cantante Morrissey ha intrapreso una carriera solista di successo. Nella scia della loro eredità musicale, emersero Band indie rock come gli Housemartins e i James. La raccolta del C86, allegata nel 1986 alla rivista NME, comprendeva band come i Wedding Present, i Primal Scream, i Pastels e i Soup Dragons, che influenzarono, nel suo complesso, la nascita dell'indie pop e della scena indie britannica.
Altre forme di rock alternativo si svilupparono nel Regno Unito negli anni ottanta. I Jesus and Mary Chain avvolsero le loro melodie pop in muri di chitarre noise, mentre i New Order, che emergevano dalle ceneri del gruppo post-punk dei Joy Division, sperimentarono con la musica techno e house, creando così l'alternative dance. I Jesus and Mary Chain insieme ai Dinosaur Jr e al dream pop dei Cocteau Twins, furono influenti per il movimento dello shoegaze verso la fine degli anni ottanta. I The Fall divennero una delle band più influenti degli anni ottanta, oggi fondamentali per comprendere l'arrivo di band importanti come gli Yard Act e gli Sleaford Mods.
Chiamato così per la tendenza dei membri delle band di fissare le scarpe sul palco mentre suonavano, lo shoegaze con i My Bloody Valentine, gli Slowdive, i Ride e i Lush, crea uno stile musicale inteso come un profondo, lavaggio di suoni, che oscura le voci e le melodie con lunghi e ronzanti riff, distorsioni e feed back. I gruppi shoegaze dominarono la scena musicale britannica fino alla fine del XX secolo, insieme alla scena del Madchester. Nell'area de La Haçienda, un night club di Manchester, di proprietà dei New Order e della Factory Records, i gruppi Madchester come i The Stone Roses e gli Happy Mondays mescolavano l'acid house con il pop chitarristico.

### Il Britpop e gli stili post-Britpop

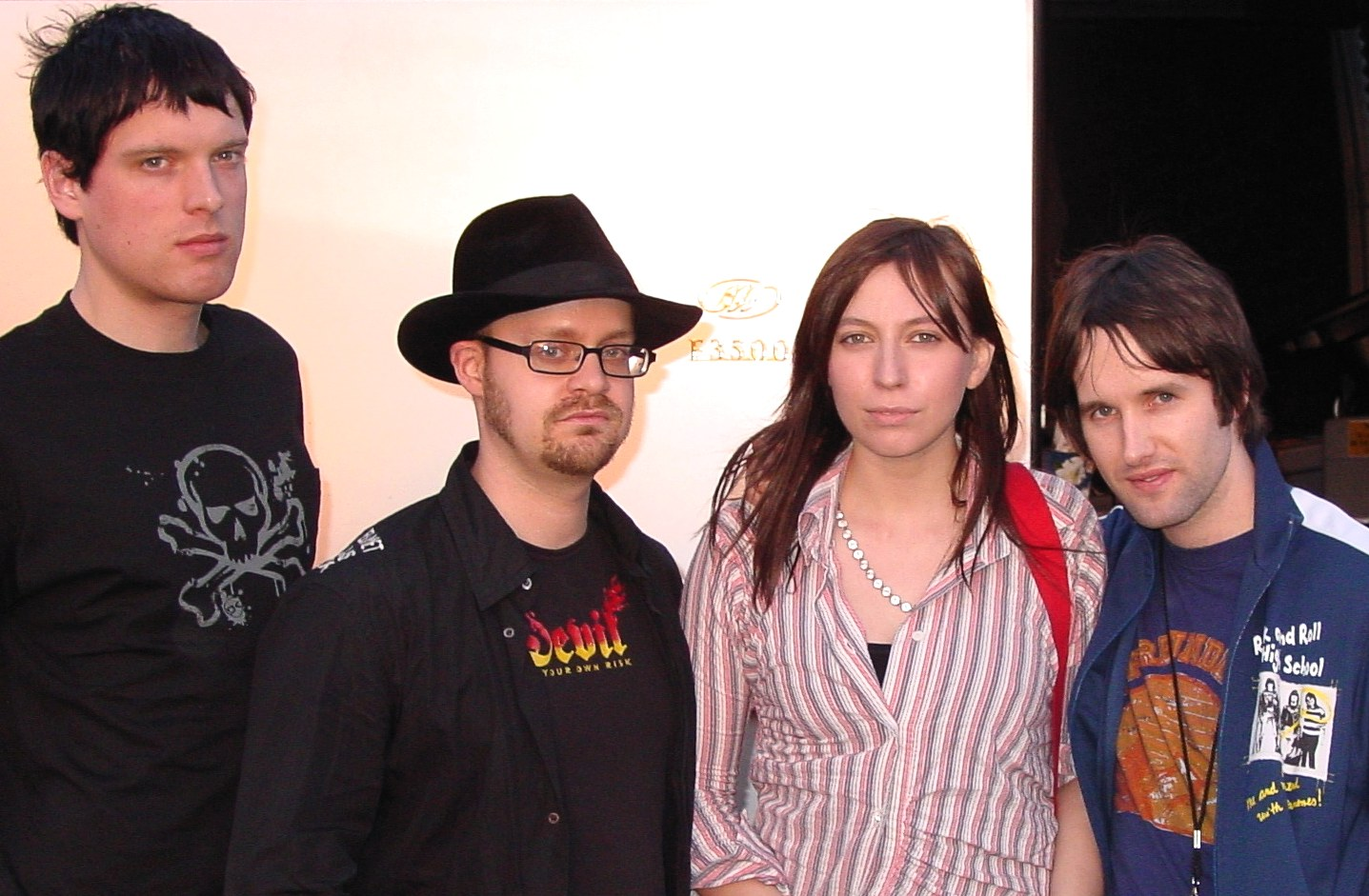
Gli Ash sono un gruppo Alternative rock

Con il declino della scena di Madchester e dello shoegazing, l'alone del grunge dagli Stati Uniti dominò la scena alternativa britannica e la stampa musicale nei primi anni novanta. In contrasto, solo pochi gruppi alternativi britannici, soprattutto i Radiohead e i Bush, furono in grado di esprimere qualsiasi impressione contraria agli Stati Uniti. Come reazione, a raffica, i gruppi britannici, con gesti di provocazione, cercavano la speranza di potersi sbarazzarsi del grunge e dichiarare guerra all'America, tenendo conto del pubblico e della musica della loro nazione.
Chiamato Britpop da parte dei media, questo movimento rappresentato da artisti come gli Oasis, i Blur, i Suede e i Pulp, fu l'equivalente britannico dell'esplosione del grunge americano. Centrandosi sulla rinascita della cultura giovanile britannica come Cool Britannia, spinse l'alternative rock a raggiungere le posizioni più alte delle classifiche inglesi. Nel 1995 il fenomeno del Britpop culminò in una rivalità tra i due maggiori gruppi del genere, gli Oasis e i Blur, segnato, nello stesso giorno, dall'uscita dei loro singoli. Il secondo album degli Oasis, (What's the Story) Morning Glory?, divenne il terzo album più venduto nella storia della musica britannica. Non si deve però dimenticare che gli Oasis ottennero gran successo anche all'estero.
Il Britpop finì con il terzo album degli Oasis, Be Here Now, recensito non molto bene da diverse riviste, e quando i Blur iniziarono ad orientarsi verso influenze più vicine all'alternative rock americano. Allo stesso tempo, i Radiohead nel 1997 ricevettero molti consensi dalla critica con il loro terzo album, Ok Computer, visto in contrapposizione al Britpop tradizionale. I Radiohead, insieme a gruppi post-Britpop come i Muse, Paolo Nutini, i Travis e i Coldplay, furono gli artisti più influenti nel rock britannico negli anni a venire. Recentemente l'indie rock britannico ha visto una rinascita, spronata in parte dal successo nel Regno Unito, degli Strokes. Come l'indie rock americano, molte indie band britanniche come i Franz Ferdinand, i The Libertines, i Savages, i Kasabian, i Bloc Party e gli Arctic Monkeys vennero influenzati da gruppi post-punk come i Joy Division, gli Wire e la Gang of Four.

## L'alternative rock in altri paesi del mondo

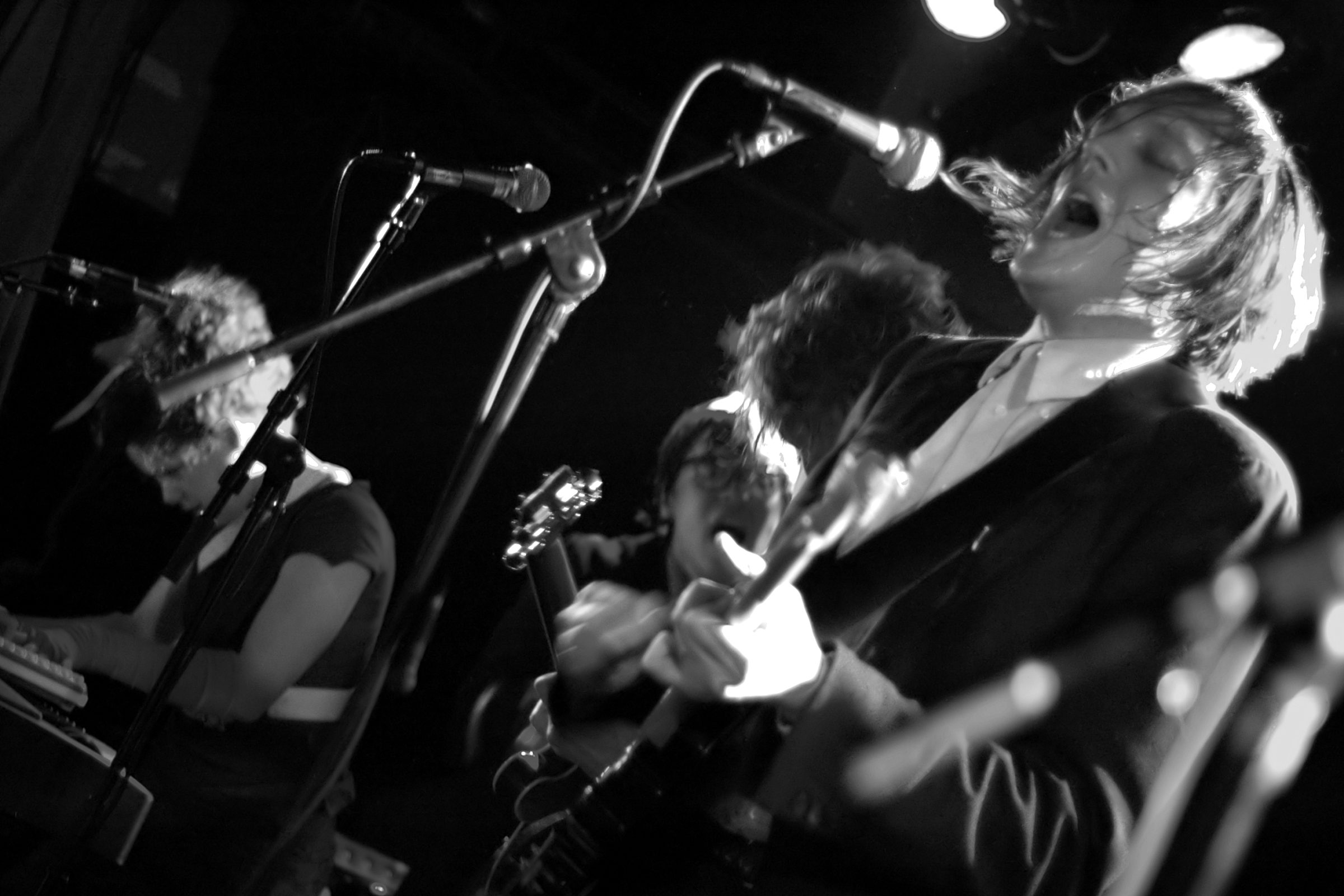
il gruppo canadese degli Arcade Fire.

L'Australia ha prodotto un gran numero di band alternative, compresi i Nick Cave and The Bad Seeds, i The Go-Betweens, i Dead Can Dance, i Silverchair, i The Vines e gli Eskimo Joe. Double J, una stazione radio di Sydney e la stazione indipendente di Melbourne, 3RRR, per tutti gli anni ottanta trasmisero l'alternative rock. Nel 1990, Double J, conosciuta oggi come Triple J, divenne la stazione radio nazionale. Come il festival di Lollapalooza in America, il festival di Big Day Out in Australia, servì da palcoscenico per artisti nazionali e stranieri.
Verso est, in Nuova Zelanda, il Dunedin Sound era attivo all'università della città di Dunedin ed era in collegamento con la Flying Nun Records. Al genere, verso la metà degli anni ottanta, facevano parte band come i The Bats, i The Clean, gli Straightjacket Fits e i The Chills. L'alternative rock in Canada varia dal pop spiritoso e divertente dei Barenaked Ladies e dei Crash Test Dummies, al post-grunge dei Nickelback, dei Our Lady Peace, della Matthew Good band e dei I Mother Earth. A Montréal, la musica indie, durante gli anni novanta, si diffuse e si sviluppò nel periodo successivo ai problemi economici e sociali del Québec. La città è attualmente sede di molti gruppi indie rock come gli Arcade Fire, i Godspeed You! Black Emperor e i The Dears.
Gli Sugarcubes furono la band islandese più famosa della quale faceva parte anche la cantante Björk. Dopo lo scioglimento avvenuto nei primi anni novanta, Björk intraprese una carriera solista includendo nella sua musica influenze del trip hop, del jazz ed dell'elettronica, e dell'alternative rock. Tra le altre band indie rock islandesi vi sono i Múm e gli Sigur Rós. La Norvegia, invece, è sede di una delle band rock alternative più attive da sempre nel genere: i Motorpsycho. I paesi del continente europeo hanno prodotto numerosi stili musicali e gruppi alternativi, tra i quali in Germania gruppi industrial rock e industrial metal come gli KMFDM e i Rammstein, nei Paesi Bassi band come i The Gathering e in Ungheria gli Hiperkarma di Róbert Bérczesi. Da segnalare nell'ex-Unione Sovietica i Graždanskaja Oborona.
In Italia nascono numerose band: i Verdena, Marlene Kuntz, Il Teatro degli Orrori, i CSI, i Bluvertigo, gli Afterhours, il Santo Niente, i Subsonica, i 4 Axid Butchers e i Tre Allegri Ragazzi Morti, tra gli altri. Ma è solo con gli anni 2000 che l'alternative, in particolare nella sua accezione indie, vive in Italia un vero e proprio boom, grazie a artisti quali Le luci della centrale elettrica, i Bud Spencer Blues Explosion, il Management del dolore post-operatorio, gli Zen Circus e Darman. Precursori rimangono comunque i vari protagonisti della scena hardcore e punk della fine degli anni settanta, nella quale spiccano i Gaznevada e gli Skiantos. Negli anni ottanta avevano un ruolo importante i CCCP e i primi Litfiba, e nei primissimi anni novanta i Timoria di Omar Pedrini e Francesco Renga.
In Giappone è attiva la scena del noise rock caratterizzata da gruppi come i Boredoms e i Melt Banana. Band indie pop come gli Shonen Knife sono stati influenzati in parte da gruppi alternativi quali i Nirvana e gli Sonic Youth. Molte band attive in Messico nei primi anni novanta sono state considerate alternative rock, benché esse siano viste come appartenenti ad un genere rock cantato in spagnolo. I Fobia e i Cafè Tacvba sono i nomi delle band più famose. L'Argentina ha molti gruppi alternative rock. Gruppi come gli El otro Yo, gli Jaime sin Tierra, i Bicicletas, i Babasónicos, i Peligrosos Gorriones e gli Los Brujos, sono emersi negli anni novanta come parte di un movimento chiamato, Nuevo Rock Argentino, in italiano, Nuovo Rock Argentino.
Mentre il rock alternativo non ha sfondato nel mainstream argentino, i Babasónicos sono diventati uno dei più famosi gruppi nel paese. Il pop underground influenzato dall'alternative rock sfociò nel mainstream alle Filippine negli anni novanta. Tra i gruppi alternative rock filippini vi sono gli Eraserheads, gli Yano, i Parokyani Edgar e i Rivermaya.